# Eudaemonia argiphontes
Eudaemonia argiphontes is een vlinder uit de familie nachtpauwogen (Saturniidae), onderfamilie Saturniinae.
De wetenschappelijke naam van de soort is voor het eerst geldig gepubliceerd door Maassen in 1877.